# Südwest Ludwigshafen
Der SV Südwest 1882 Ludwigshafen e. V. ist ein Sportverein aus der rheinland-pfälzischen Industriestadt Ludwigshafen am Rhein. Er entstand 1964 durch die Fusion der Ludwigshafener Regionalliga-Vereine SV Phönix 03 Ludwigshafen und TuRa 1882 Ludwigshafen.

## Geschichte

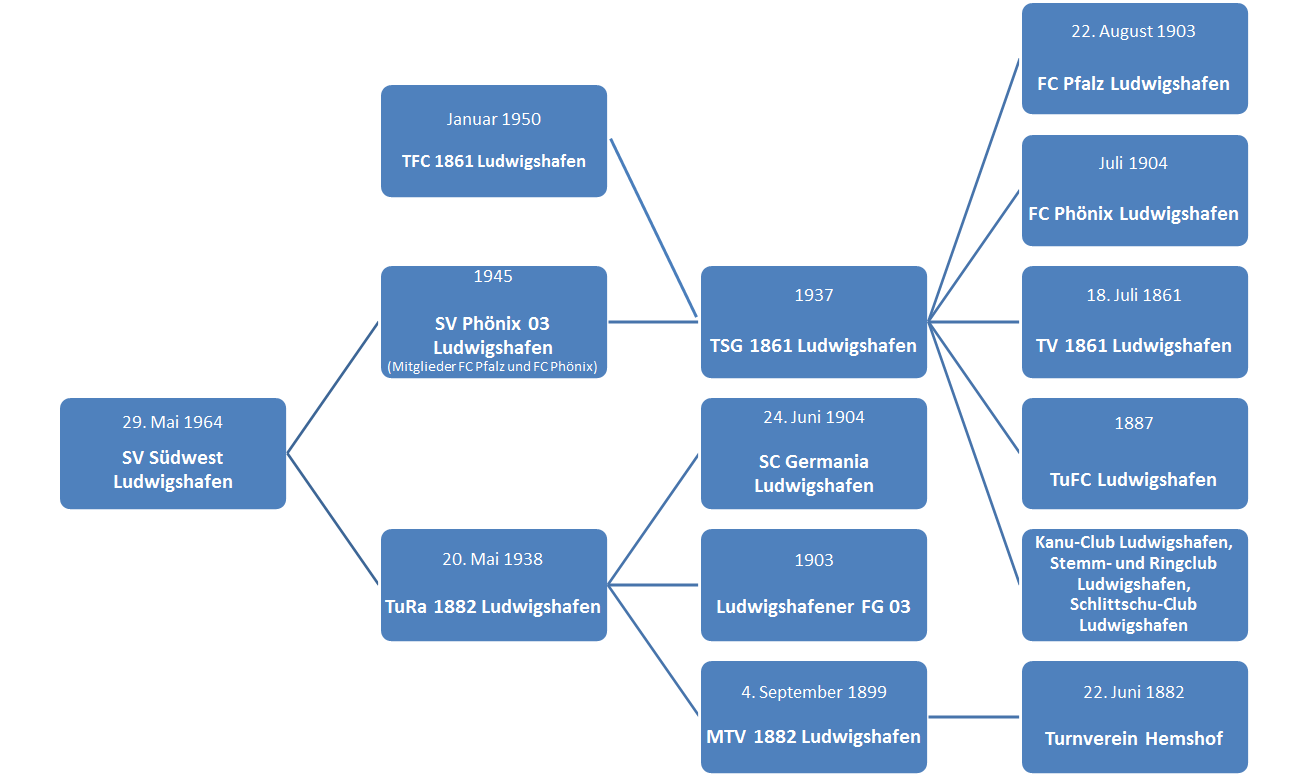
Vereinfachtes Schema zur Entstehung von Südwest Ludwigshafen

In der Hoffnung, durch eine Fusion und Zusammenlegung der Kräfte die Bundesliga zu erreichen, fusionierten am 29. Mai 1964 TuRa Ludwigshafen mit dem SV Phönix 03 Ludwigshafen zum SV Südwest Ludwigshafen. Sowohl TuRa als auch Phönix waren selbst Ergebnisse einer Fusion. Die Wurzeln von TuRa Ludwigshafen liegen beim MTV 1882 Ludwigshafen (der aus dem 1882 gegründeten TV Hemshof hervorgegangen ist), beim SC Germania Ludwigshafen und bei der Ludwigshafener FG 03, welche am 20. Mai 1938 zu TuRa Ludwigshafen fusionierten. Bereits ein Jahr später, dafür unfreiwillig auf Druck der Nationalsozialisten, fusionierten die überregional bekannten Vereine FC Pfalz Ludwigshafen und FC Phönix Ludwigshafen zusammen mit dem TuFC Ludwigshafen, dem TV 1861 Ludwigshafen, dem Stemm- und Ringclub Ludwigshafen und dem Kanu-Club Ludwigshafen zur TSG 1861 Ludwigshafen. Nachdem diese nach dem Zweiten Weltkrieg aufgelöst wurde, bildeten Mitglieder des FC Pfalz und des FC Phönix den SV Phönix 03 Ludwigshafen.
Die Hoffnung, durch die Zusammenlegung der Kräfte die Bundesliga zu erreichen, erfüllte sich für den Südwest Ludwigshafen nicht: Der Verein blieb bis 1996 durchgängig in der höchsten südwestdeutschen Spielklasse – bis 1974 in der Regionalliga Südwest, nach deren Auflösung vier Jahre lang in der Amateurliga Südwest, nach deren Zusammenlegung mit den Amateurligen Rheinland und Saarland bis 1994 in der Amateur-Oberliga Südwest und nach der Einführung der neuen Regionalliga noch zwei Jahre lang in der Oberliga Südwest. Am Ende der Spielzeit 1995/1996 stieg der SV Südwest als Tabellen-17. und damit Vorletzter in die Fußball-Verbandsliga Südwest ab.
Am dichtesten am Aufstieg in die Bundesliga dran war der SV Südwest 1971 unter Trainer Georg Gawliczek, als der Verein die Aufstiegsrunde lediglich um einen Punkt verfehlte und Borussia Neunkirchen sowie dem FK Pirmasens den Vortritt lassen musste. Ähnlich knapp wurde es in den folgenden Jahren kein weiteres Mal. Im DFB-Pokal 1978/79 erreichte die Mannschaft das Viertelfinale und besiegte unter anderem den Bundesligisten 1. FC Kaiserslautern. Das Viertelfinale ging gegen den 1. FC Nürnberg mit 0:2 verloren.
Am Ende der Verbandsligasaison 2013/14 stieg der SV Südwest als Tabellenvierzehnter in die Landesliga Ost ab, in der er in der Saison 2014/15 antrat. Nachdem diese Saison als Tabellenfünfzehnter abgeschlossen wurde, erfolgte der Abstieg in die Bezirksliga Vorderpfalz, in der man seit 2015 antrat. Nach 5 Jahren in der Bezirksliga, stieg der SV Südwest im Sommer 2020 erneut in die Landesliga Ost auf, aus der man jedoch 2022 wieder abstieg. 2023 stieg der Verein als abgeschlagener Tabellenletzter der Bezirksliga sogar erstmals in die neuntklassige A-Klasse Rhein-Pfalz ab. 2025 gelang die Rückkehr in die Bezirksliga.

## Erfolge
- Südwestpokalsieger 1983, 1987 und 1990
- Kreispokalsieger 1997
- Erreichen des Viertelfinals im DFB-Pokal 1978/79
- Vizemeister der Oberliga Südwest 1980/81 und 1991/92

## Bekannte Spieler
- Manfred Grimm
- Stephan Groß
- Hans Fleischmann
- Rudolf Kraft
- Jürgen Nachtmann
- Klaus Schlappner
- Igli Tare
- Jürgen Wingert
- Cem İslamoğlu

## Stadion

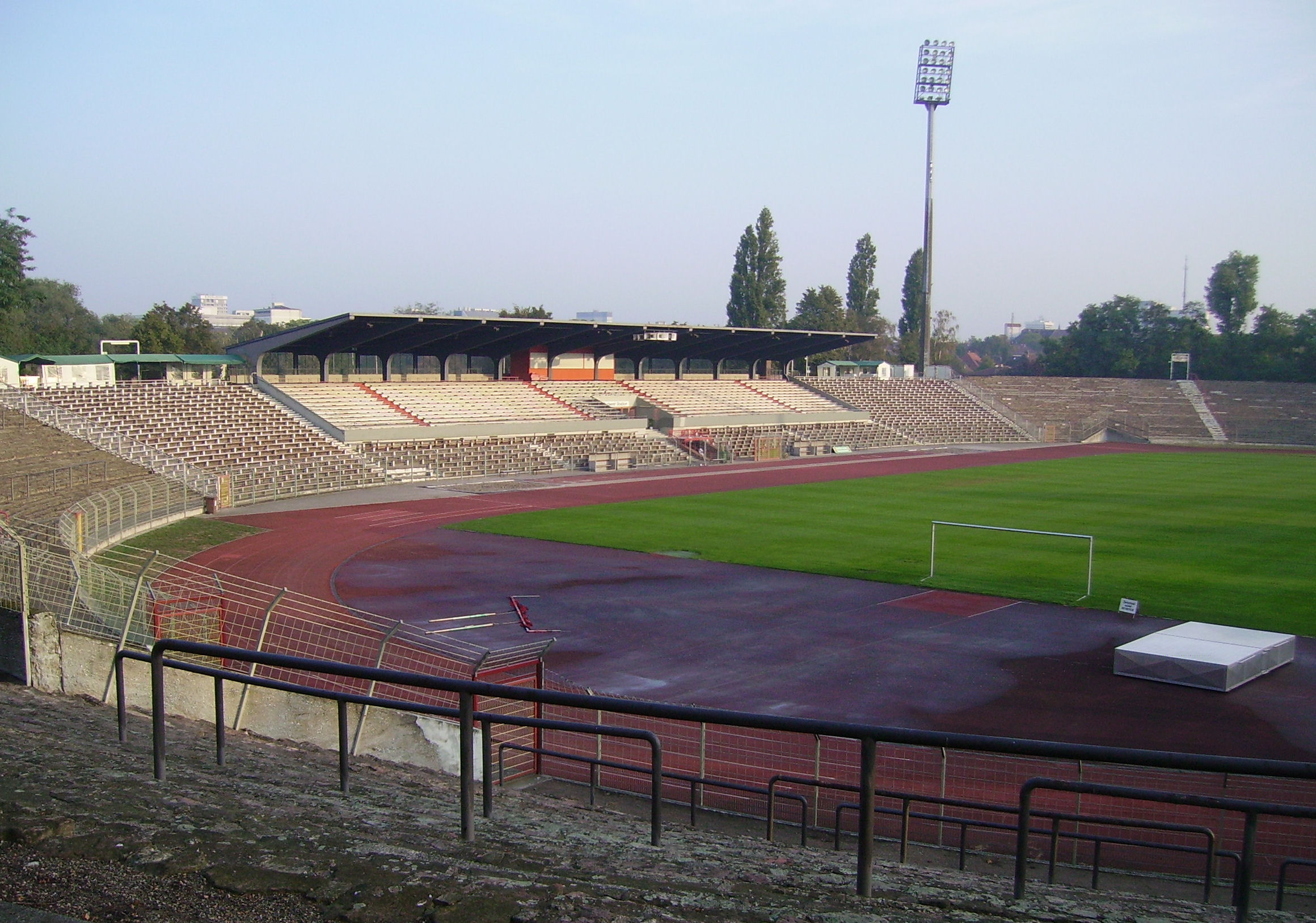
Südweststadion

In der Regel trägt der SV Südwest seine Heimspiele in dem 1949 erbauten und 1.200 Zuschauer fassenden Stadion an der Mundenheimer Straße aus, das zuvor Spielstätte des SV Phönix war. Im Volksmund wird das kleine Stadion jedoch Südwestplatz genannt. Wenn die Umstände es erfordern, weicht der Verein ins benachbarte Südweststadion aus, das derzeit für 6.000 Zuschauer zugelassen ist.
TuRa spielte vor der Fusion an der Bayreuther Straße, wo 15.000 Zuschauer Platz fanden.

## Ehrenpräsidium
- Helmut Kohl (†)
- Werner Ludwig (†)

## Frauenhandball
Die Frauenhandballmannschaft von Südwest Ludwigshafen spielte von 1975/76 bis 1977/78 sowie in der Saison 1981/82 in der Staffel Süd der Bundesliga. Ihre Torhüterin Brigitte Schlegel wurde in die deutsche Frauen-Handballnationalmannschaft berufen. Im Jahr 1981 gehörte auch die 15-jährige Julia Neigel zu dem Kader, der den Aufstieg in die Bundesliga schaffte.